# Dzjambul (ort i Kazakstan)
Dzjambul (ryska: Джамбул) är en ort i Kazakstan.   Den ligger i oblystet Qaraghandy, i den centrala delen av landet, 400 km söder om huvudstaden Astana. Dzjambul ligger 611 meter över havet och antalet invånare är 1 336.
Terrängen runt Dzjambul är huvudsakligen platt. Dzjambul ligger uppe på en höjd.  Trakten runt Dzjambul är nära nog obefolkad, med mindre än två invånare per kvadratkilometer. Trakten runt Dzjambul består i huvudsak av gräsmarker.